# 8103-as mellékút (Magyarország)
A 8103-as számú mellékút egy körülbelül öt kilométer hosszú országos közút-szakasz Pest vármegyében. Érd–Parkváros és Törökbálint belterületi részei között biztosít közvetlen összeköttetést.

## Nyomvonala
Az M7-es autópálya érdi csomópontjától indul, délkelet felé. Néhány száz métert halad ebben az irányban, települési neve itt Iparos utca. A Bem teret követően a Sóskúti úti körforgalmú csomópont után északkeleti irányba fordul és a Törökbálinti út nevet veszi fel. A Sulák-patak völgyében eléri Érd utolsó házait északkeleti irányból, itt rögtön törökbálinti közigazgatási területre lép át, és alulról keresztezi az M0-s autóút nyomvonalát. A törökbálinti József-hegyet megkerülve, 5 kilométer után a 8102-es útba (a Bajcsy-Zsilinszky utcába) torkollva ér véget.
Teljes hossza, az országos közutak térképes nyilvántartását szolgáló kira.gov.hu adatbázisa szerint 5,376 kilométer.